# Новоуколово
Новоуколово — село Красненского района Белгородской области. Центр Новоуколовского сельского поселения.

## География
Расположено в 27 км к северо-западу от районного центра Красное.

## История
«Записки императорского Русского Географического общества» сообщают, что село Новоуколово возникло в 1660 году, «населено выходцами из городов Старый и Новый Оскол».
Название свое село заняло от первого поселенца Вукола Псарева. Село называется новым потому, что недалеко уже было расположено Лесное Уколово. Либо название село получило от громадного леса, тянувшегося от г. Бирюча к Острогожску, который называли «Куколова».
В 1650 году в селе был построен деревянный храм, освященный в честь Владимирской иконы Божьей Матери.
В 1780-е в Ново-Уколове насчитывалось 137 дворов.
В 1853 году была построена православная церковь. В 1859 году в селе было 299 дворов, 3039 жителей (1483 муж., 1556 жен.), 2 православных церкви.
В 1869 году в селе открылась земская школа, в 1898 году появилась земская больница.
В 1900 году в Ново-Уколове — 3966 жителей (1954 муж., 2012 жен.), земская школа и школа грамотности, 2 мелочные и 2 винные лавки.
В 1920 году в селе создали комсомольскую организацию. Весной 1929 года появился колхоз «Большевик» — первый в районе, а в 1930 году организовали совхоз «Быковский».
В декабре 1934 году Ново-Уколово стало центром Уколовского района, в селе появились машинно-тракторная станция, семилетняя школа колхозной молодежи.
В 1950-е Ново-Уколово в Красненском районе — центр Ново-Уколовского сельсовета. В 1960 году село стало центральной усадьбой совхоза «Быковский», укрупненного за счет трех соседних колхозов; в совхозе — 24 тысячи гектаров земли, в том числе 14 тысяч га пашни, 3 тысячи дойных коров.
В декабре 1962 года Красненский район был ликвидирован, село перешло в Алексеевский район. В начале 1970-х Новоуколовский сельсовет включал в себя 4 села: Новоуколово, Староуколово, Флюговка, Широкое и 9 хуторов: Ивановка, Калитва, Каменка, Маликово, Марьевка, Рогачевка, Степной, Стублище и Шидловка. До 1991 года село оставалось центром совхоза «Быковский» — одного из самых крупных в Белгородской области.
В феврале 1991 года Новоуколовский сельсовет перевели во вновь образованный Красненский район. В 1995 году в селе: свекловодческий совхоз «Уколовский», фермерское хозяйство «Холмогорское», розничное торговое предприятие, почтовое отделение, участковая больница и медпункт, Дом культуры, библиотека, средняя школа.
В настоящее время в Новоуколовское сельское поселение входит 5 сел и 2 хутора.

## Население
В 1859 году село насчитывало 3039 жителей (1483 муж., 1556 жен.). В 1900 году в Ново-Уколово — 3966 жителей (1954 муж., 2012 жен.). В 1916 году в Ново-Уколово — 4092 жителя.

В 1979 году в селе насчитывался 1921 житель, в 1989 году — 1670 (725 муж., 945 жен.) человек.
| 2002 | 2010  |
| ---- | ----- |
| 1511 | ↘1429 |